# 血管
血管（英語：blood vessel）古稱脈，是动物体内输送血液的管道，依運輸方向可分為動脈、靜脈與微血管，由此三者联结成循环径路，在心脏的动力下实现血液循环。
動脈從心臟將血液帶至身體組織，靜脈將血液自組織間帶回心臟，微血管則連接動脈與靜脈，是血液與組織間物質交換的主要場所。
各種生物擁有的血管型態各不相同：開放式循環（open circulation）生物，如昆蟲，只有動脈，血液自動脈流出直接接觸身體組織，再由心臟上的開孔回收血液；閉鎖式循環（closed circulation）生物，如哺乳類、鳥類、爬蟲類、魚類，則由動脈連接微血管再接至靜脈，最後回歸心臟。

## 血管組織學
血管的橫截面由內而外可分為三層：

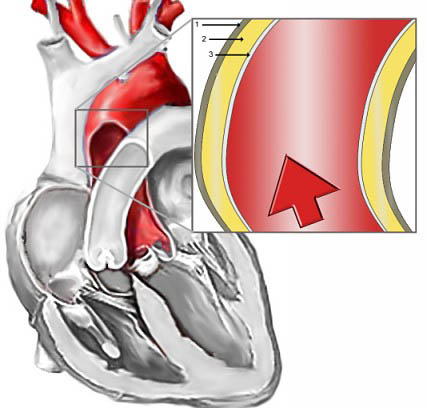
血管
1 Adventitia - 2 Media - 3 Intima

- 內膜（Tunica intima）：位於最內層。
- 中膜（Tunica media）：位於中層。
- 外膜（Tunica adventitia或tunica externa）：位於最外層。

不同功能的血管，其三層構造之組成也略有不同。大致可分類如下：
1. 動脈
  - 彈性動脈（elastic artery）
  - 肌肉動脈（muscular artery）
  - 小動脈（arteriole）
2. 微血管
  - 連續性微血管（continuous capillary）
  - 通透性微血管（fenestrated capillary）
3. 靜脈
  - 小靜脈（venule）
  - 中靜脈（middle vein）
  - 大靜脈（vena cava）

## 動脈

大腦和腦幹動脈的威利斯圈

主条目：动脉

### 彈性動脈
彈性動脈為管徑最大的動脈，通常離開心臟不遠，如主動脈、胸主動脈（thoracic aorta，包括升主動脈、動脈弓及降主動脈所組成）、腹主動脈（abdominal aorta）、鎖骨下動脈（subclavian artery）、總頸動脈（common carotid artery）。其所承受的血壓最大，彈性最佳，可以利用管壁的彈性推擠血液前進。
- Tunica intima：最內層是與血管長軸平行排列的內皮細胞（endothelium），細胞之間以tight junction（zonula adherens）和gap junction（nexus）相接，前者構成穿越障礙，後者溝通周圍細胞。內皮下層（subendothelial layer）具少量的稱作「肌內膜細胞」（myointimal cell）的平滑肌細胞縱向分布。此區尚有巨噬細胞進行免疫作用。
- Tunica media：三層中最厚，由層層交互排列的平滑肌細胞與彈性纖維板（elastic lamella）構成。養分、氣體可在此層自由通過。
- Tunica adventitia：為疏鬆結締組織（loose connective tissue），有纖維母細胞分泌胞外基質，還有巨噬細胞在此。由於管壁厚，許多供養管壁的小血管（vasa vasorum）以及支配血管的小神經（nervi vascularis）走在此層。

### 肌肉動脈
肌肉動脈的管徑較彈性動脈小，多是其分枝，如股動脈（femoral artery）、尺動脈（ulnar artery）、橈動脈（radial artery）。此時血管壓力減弱，阻力增加，必須部份依靠平滑肌的收縮力量推動血液前進。
- Tunica intima：與血管長軸平行排列的內皮細胞，內皮下層非常薄。
- Tunica media：主體由環形排列的平滑肌細胞組成。彈性纖維板不發達，僅在最內與最外層形成明顯彎曲狀的內、外纖彈性維板（internal/external elastic lamella），是肌肉血管的重要特徵。
- Tunica adventitia：與彈性動脈類似。

### 小動脈
小動脈的管徑在動脈中最小。一般定義為管徑小於0.3毫米。如脾臟中的分隔帶動脈（trabecular artery）、腎臟的入球小動脈與出球小動脈（efferent glomerular artery）。
- 內膜（Tunica intima）：很薄，幾乎沒有內皮下層。
- 中膜（Tunica media）：由數層平滑肌細胞組成。內彈性纖維板仍明顯，外彈性纖維板則不清楚，但若管徑太小，則內外彈性纖維板皆不明顯。
- 外膜（Tunica adventitia）：厚度與中膜差不多。

## 微血管
主条目：微血管
或称毛细血管。微血管的管徑約只有一個紅血球大小，分布在各組織器官。大多數狀況下，微血管接受動脈血而流入靜脈。少數具有特殊功能的微血管兩端都連接動脈或靜脈，如肝臟微血管的血液是由一端的肝動脈流入再由另一端是肝門靜脈與肝靜脈流出；腎絲球微血管前端是入球小動脈，後端是出球小動脈。內分泌腺也有類似構造，如腦垂腺前葉。
微血管的主要組成如下：
- Tunica intima：由內皮細胞組成，彼此間有緊密連結（tight junction），構成通透障壁，防止微血管中的物質從細胞間隙通過。
- Tunica media及tunica adventitia：已經消失。但微血管最外層尚有一些細胞圍繞，稱為周细胞（pericyte）。

### 連續性微血管
最內層有內皮細胞，外圍的基膜完整。再外是周圍細胞與其自身的基膜。連續性微血管主要分布於肌肉、肺部、中樞神經系統中，能與組織細胞交換氣體、離子等小分子物質。大分子物質則須藉由胞飲作用（pinocytosis）進入內皮細胞，再藉胞吐作用供應周圍組織。

### 通透性微血管
相較於連續性微血管，通透性微血管的內細胞細胞質較薄，某些地方甚至形成孔洞（fenestration），物質更易通過。主要分布於消化道、腎臟與內分泌腺體。

## 靜脈
主条目：静脉

### 小靜脈與中型靜脈
小靜脈與中型靜脈依次接收微血管回流的血液，如肝臟的中心血管（central venule/vein）、脾臟的分隔帶靜脈（trabecular vein）。有時在組織切片中，小靜脈與小動脈不易區分，以下有幾個粗略的區分方法：分布在相同區域，相近等級的靜脈管內徑通常較動脈為大，但動脈管壁肌肉層較厚實。若正好是橫切面，靜脈管腔形狀較容易變形（不呈正圓或橢圓形），且管內常積存有血液。靜脈最外層 tunica adventitia 與周圍組織的界限模糊。有些直徑大於2公釐的靜脈可以找到瓣膜，以防止血液回流。血液流至大靜脈的血壓最低。
- Tunica intima：有單層內皮細胞。
- Tunica media：有二至三層平滑肌細胞。
- Tunica adventitia：有縱走的膠原纖維。

### 大靜脈／肌肉靜脈（腔靜脈）
- Tunica intima：與中型靜脈類似。
- Tunica media：與中型靜脈類似。
- Tunica adventitia：大靜脈最大的特徵是tunica adventitia中有多層大型縱走的平滑肌束，其間雜有膠原纖維。